# Mokra (Beskid Sądecki)
Mokra (990 m) – szczyt w Beskidzie Sądeckim, w Paśmie Radziejowej. Jest to kulminacja krótkiego, bocznego grzbietu odbiegającego z Bukowinek (1209 m) na południe. Ciągnie się on pomiędzy dolinami Kotelnicznego na zachodzie i Czarnej Wody na wschodzie, aż do ich połączenia. Dawniej było kilka polan na południowym stoku – większość na wysokości 900–960 m, ostała się tylko polana Świniarki Wyżne na wysokości od 770 do 800 m, ale i ona zarasta lasem. Przez grzbiet Mokrej nie przebiegają szlaki turystyczne.
Mokra znajduje się w granicach wsi Jaworki w województwie małopolskim, w powiecie nowotarskim, w gminie miejsko-wiejskiej Szczawnica.